# Grimes (musicienne)
Pour les articles homonymes, voir Grimes.
Claire Boucher, mieux connue sous son nom de scène Grimes, est une artiste, musicienne, auteure-compositrice-interprète canadienne née le 17 mars 1988 à Vancouver au Canada.
Également productrice, elle a dirigé un certain nombre de clips musicaux comme celui de son ami d’Eon : Transparency. Bien que native de Vancouver, c’est à Montréal, où elle a déménagé pour suivre ses études, qu’elle découvre la musique underground électronique et commence à enregistrer des morceaux expérimentaux. Elle a changé un temps son prénom officiel en c, sous l'impulsion de son compagnon, en référence à la vitesse de la lumière.
En 2010, elle réalise son premier album Geidi Primes avec le label Arbutus Record. Concernant cet album, Claire s’attendait à ce que « personne ne l’entende jamais ». Elle le considère rétrospectivement comme « naïf ». S’ensuit Halfaxa (2011) qui lui apporte un certain nombre d’éloges. Fin 2011, elle annonce sa signature avec 4AD Records. Ce label réalise en 2012 son troisième album Visions, qu’elle considère comme son « vrai premier album ». Visions est acclamé par les critiques. Le New York Times le décrit comme « un des albums les plus impressionnants de l’année à ce jour ». Son quatrième album, Art Angels, qui marque un tournant plus pop, sort en 2015 et reçoit des critiques tout aussi élogieuses.
La musique de Grimes est remarquée par les critiques pour sa combinaison atypique d’éléments vocaux et d’un large éventail d’influences musicales allant de l’électronique à la pop ou au R&B en passant par le noise rock, le hip-hop ainsi que la musique japonaise ou médiévale.
Elle est la compagne d'Elon Musk de 2018 à 2021, et a deux fils et une fille avec lui.

## Biographie

### Débuts
Née en 1988, Claire Boucher grandit à Vancouver dans une famille nombreuse (elle a quatre frères), anglophone et catholique stricte. Sa mère, Sandy Garossino, est procureure de la Couronne canadienne et d'origine italienne et anglaise et son père, Maurice Boucher, est un ancien banquier aux origines québécoises, métisses de l'Ouest canadien, ainsi qu'allemandes de Bessarabie et de la mer Noire. En dépit de leurs convictions catholiques, ses parents divorceront et sa mère se remariera à un Canadien originaire d'Inde, hindouiste et végétarien, dont Claire adoptera la pratique alimentaire dès son adolescence.
Enfant, Claire souffrait de tics : « j’essayais constamment de frapper des choses avec mon pied ». D’après elle, la musique qu’elle produit aujourd’hui est liée à cela. Durant son enfance, elle est passionnée par le Moyen Âge et le surnaturel. Elle raconte : « j’étais une enfant turbulente et je suis devenue païenne à l’âge de 12 ans. Je me suis persuadée que j’étais une sorcière : j’essayais de jeter des sorts à ma mère ». Elle pratique la danse classique pendant 11 ans, et est diplômée de la Lord Byng Secondary School. À 13 ans, la jeune Claire Boucher découvre Marilyn Manson qui se situe à l’extrême opposé de ce qu’elle connaissait jusqu’à présent, elle commence alors à agir et à penser à contre-courant des idées de sa famille et de son école ; elle se rase la tête et porte du maquillage noir et blanc. Dans une interview, celle qui deviendra Grimes décrit cette période comme un moment durant lequel elle a vécu « complètement ostracisée ». Elle déclare : « À l’école, à peu près tout le monde me détestait et pensait « Claire est un monstre ». » D’après elle, bien que cette période ait accentué les différends que la jeune femme avait avec ses parents, elle lui a aussi donné confiance en ce qu’elle faisait et lui a appris à accepter sa différence.
À 18 ans, elle déménage à Montréal pour y étudier la littérature russe et plus tard les neurosciences à l'université McGill. C’est durant cette période qu’elle commence à fréquenter le monde de la nuit. Elle dessine, et côtoie des musiciens montréalais. Elle se frotte à la musique DIY dans les squats de la ville, et enregistre ses premières musiques en tant que Grimes. Pourquoi ce nom de scène : « Je voulais quelque chose d'agressif, de masculin, qui signale que ceci est un projet électro ». La jeune fille compose son premier morceau un soir chez un ami, sous influence : « On avait pris pas mal de speed. Il m’avait demandé de chanter sur un de ses projets. On enregistre ma voix, lui bosse sur son ordinateur et je l’observe de près, en me disant que, finalement, ça n’a pas l’air si compliqué. Lui est parti se coucher mais j’étais tellement perchée que je me sentais incapable de dormir, je devais faire quelque chose : j’ai pris l’ordinateur, je suis allée dans ma chambre et j’ai passé la nuit à enregistrer des tonnes de trucs. » Lorsque le projet Grimes est devenu plus sérieux, Claire commence à manquer un grand nombre de cours puis à ne venir à l’université que pour ses examens. Ses absences trop fréquentes lui valent finalement une exclusion de McGill. Elle se consacre donc entièrement à Grimes et à sa musique et découvre le Lab synthèse un espace de concert installé illégalement dans une usine abandonnée, où se produisent des musiciens expérimentaux.
En 2009, Claire Boucher et son petit ami entreprennent un voyage sur le Mississippi, ils comptent descendre ce dernier de Minneapolis jusqu’à La Nouvelle-Orléans. Ils construisent donc eux-mêmes une péniche d’environ 6 m qu’ils baptisent the Velvet Glove Cast in Iron. Le couple aurait emporté avec eux des poulets vivants, des pommes de terre ainsi qu’une machine à écrire et le livre de Mark Twain Les Aventures de Huckleberry Finn. Malheureusement pour eux, leur embarcation aurait eu rapidement des problèmes de moteur, et la police du Minnesota les aurait empêchés de continuer leur voyage. Cependant, Claire Boucher dément une partie de ces informations dans une interview. Elle indique que, contrairement à certaines rumeurs, elle avait une licence et un moteur en état de marche. D'après elle, la version courante des faits servirait à camoufler une arrestation violente basée sur l'apparence du couple.

### Carrière

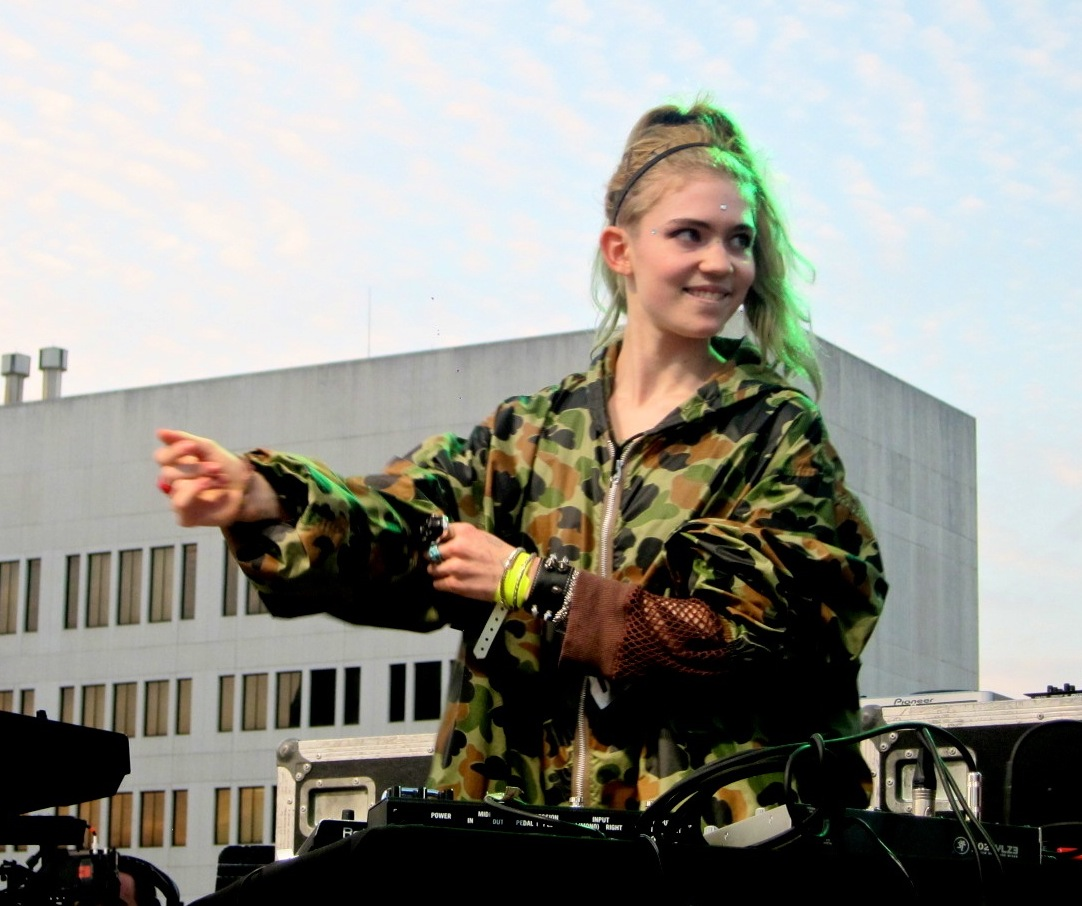
Grimes au South by Southwest en mars 2012.

Le premier album de Grimes, Geidi Primes, est enregistré sur cassette en 2010 avec Arbutus Records. Celui-ci est placé en téléchargement libre. Concernant cet album, Claire s’attendait à ce que « personne ne l’entende jamais » et le considère rétrospectivement comme « naïf ». Le label Arbutus Records a été créé après la fermeture du Lab Synthèse afin d’effectuer la promotion des groupes et musiciens associés à cet endroit. C’est donc naturellement avec cette maison que collabore Grimes pour ses deux premiers albums. Halfaxa, album très expérimental, est lui aussi promu par ce label et lui vaut des éloges. En 2011, Claire Boucher enregistre un album avec son ami D’Eon intitulé Darkbloom. Elle dirige également un clip d’Eon : Transparency. En mai 2011, elle fait la première partie de Lykke Li pendant sa tournée en Amérique du Nord et en août de la même année, son premier album est réédité en CD et vinyle par le biais de No Pain dans Pop Records. Toujours en 2011, Grimes apparait dans le single Dream World de Majical Cloudz, collabore avec le DJ/producteur Blood Diamonds (signature du label 4AD) et fait une apparition dans le court métrage de Matthew Rankin Tabula Rasa récompensé par le Prix AQCC du meilleur court métrage 2011,.
En janvier 2012, Claire Boucher annonce sa signature avec le label 4AD. Celui-ci sort son troisième album, Visions, en février 2012 (mars 2012 hors États-Unis). Elle le voit comme son « vrai premier album » puisqu’il suit un axe et une idée mieux définis que les deux autres. Cet opus est encensé par les critiques (Pitchfork, Les Inrocks, le New York Times, The New Republic, etc.). Il sélectionne d’ailleurs Grimes pour le Polaris Music Prize 2012 qui récompense le meilleur album canadien chaque année. D’après Claire, cet album a été écrit après avoir passé neuf jours isolée sans manger, sans dormir et sans lumière : « Je me rappelle ce moment-là comme un bon souvenir, même si je me souviens avoir beaucoup pleuré et avoir pensé « je déteste absolument tout » (rires) » ». Lorsqu’on lui demande pourquoi elle s’est imposé cette souffrance, elle répond : « J’avais beaucoup lu sur les cloîtres médiévaux, sur Hildegarde de Bingen, sur le jeûne qu’elle s’imposait, les visions qu’elle avait ; ça a eu l’air de bien fonctionner pour elle, donc j’ai essayé. Je l’avais déjà fait, et ça a toujours bien marché sur un plan créatif et physique : tu te sens dans l’obligation de nourrir le monde, plutôt que d’attendre que le monde te nourrisse ».
À côté de cette carrière musicale, Grimes annonce en avril 2012 qu’elle sort une ligne de bagues en forme de crânes ainsi que les pussy rings avec Morgan Black, un ami artiste, joaillier et sculpteur montréalais. En juin de la même année, L$D (Lesbian $atanic Druglords, groupe constitué avec Grimes, la rappeuse américaine Kreayshawn et une autre artiste, Lady Tragik), enregistre Don’t smoke my blunt bitch, avec à nouveau la participation de Blood Diamonds. Ce titre est enregistré en 10 minutes et le clip qui l’accompagne en moins d’une heure. Cependant cette vidéo fait un buzz auquel les trois amies ne s’attendaient pas. En effet, celles-ci se sont juste retrouvées un après-midi et, pour « passer le temps », ont enregistré ce morceau. Pour Claire : « L$D était juste une blague. Je pensais que seulement 200 personnes verraient ça et que ce serait drôle. Mais ça a explosé par accident ». Toujours avec Blood Diamonds, elle sort également un morceau Phone Sex, « mêlant steel drum et refrain acidulé, façon Madonna première époque ».
En juillet 2012, Grimes, part en tournée : le Full Flex Express Tour organisé par Skrillex avec Diplo, Tokimonsta, Pretty Lights et Koan Sound. Elle considère cette tournée comme « une des choses les plus drôles que j’ai jamais faites ». Le 14 août de la même année, la jeune canadienne fait sa première apparition à la télévision dans l'émission Late Night with Jimmy Fallon, elle y interprète son titre Genesis.
En avril 2013, elle se voit octroyer une récompense aux 17e Webby Awards pour sa capacité à « exploiter la puissance du web afin d'engager et d'inspirer des millions de fans en ligne ». Elle publie également une déclaration sur son expérience en tant que musicienne dans un secteur en proie au sexisme.
Entre 2013 et 2014, elle enregistre un nouvel album, dont elle annule la sortie. Après des spéculations sur la mauvaise réception par les fans et certains critiques du morceau Go, sorti en juin 2014, pour justifier cette annulation, Grimes clarifie en annonçant qu'elle n'a simplement pas voulu sortir un album qu'elle jugeait « trop déprimant », et pour lequel elle n'avait pas envie de faire de tournée. Elle ajoute par ailleurs que Go ne devait de toute façon pas être sur l'album, et qu'il est possible que l'album soit quand même publié un jour. Après avoir vécu à Squamish, en Colombie-Britannique pour se couper du monde et se ressourcer, elle s'installe à Los Angeles. Le 8 mars 2015, elle publie le morceau REALiTi, une démo de l'album annulé, qui reçoit les louanges de la critique, notamment de Pitchfork qui le qualifie de « meilleur morceau de Grimes depuis Visions »,.
En mars 2015, elle chante sur le morceau Entropy du groupe indie pop Bleachers pour la série télévisée Girls. En mai, elle annonce par une série de tweets que l'album sortira « à une date surprise » en octobre 2015, en ajoutant que sa sortie sera probablement accompagnée de celle de deux singles, et que l'album a un son différent de celui de Go et REALiTi, avec de vrais instruments en plus des synthétiseurs. Pendant l'été, elle ouvre une série de concerts pour Lana Del Rey. Le 26 octobre sort le premier single de l'album, Flesh Without Blood/Life in the Vivid Dream. L'album sort début novembre, et reçoit immédiatement un accueil critique enthousiaste, avec un score de 88/100 sur le site agrégateur Metacritic.
Art Angels est nommé meilleur album de l'année par NME et Stereogum. Grimes remporte aussi le prix international 2016 aux Socan Annual Awards et le prix du musicien de l'année 2016 au Harper's Bazaar en octobre.

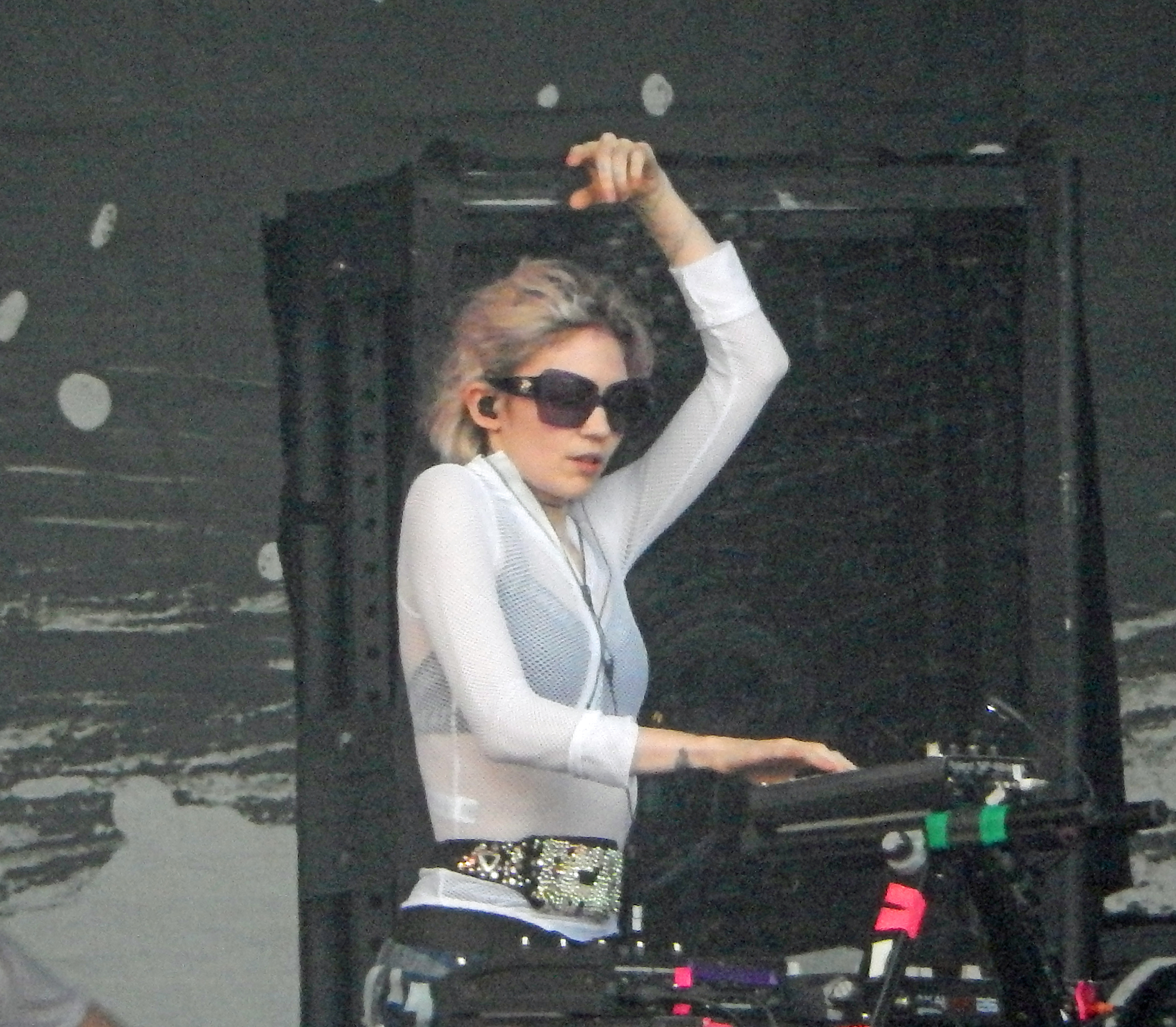
Sur scène en 2016.

En 2016, Grimes effectue plusieurs tournées en Asie, en Europe et en Amérique du Nord avec en première partie son amie et choriste Hana Pestle, ou, à l'inverse, en première partie de Florence and the Machine.
Elle continue également à diffuser une série de vidéoclips pour des chansons d' Art Angels. Ceci, commencé avec Flesh Without Blood et Life in the Vivid Dream, se prolonge avec le vidéoclip de Kill V. Maim, sorti le 19 janvier 2016, et le vidéoclip de California, le 9 mai 2016. Pour ce dernier vidéoclip, elle crée une version légèrement remixée de California. Cette autre version de California n'est pas officiellement mise en vente ou diffusée en streaming. Le 3 août, elle sort la chanson Medieval Warfare dans le cadre de la bande sonore du film Suicide Squad.
Le 5 octobre 2016, Grimes et Hana Pestle sortent The Ac ! d Reign Chronicles, une série lo-fi de sept vidéoclips comprenant des chansons de Grimes (Butterfly, World Princess Part II, Belly of the Beat et Scream) et de Hana (Underwater, Chimera et Avalanche). Les AC!D Reign Chronicles ont été enregistrées sur une période de deux semaines pendant la tournée européenne du duo. Ces vidéos ont été réalisées avec une production minimale, filmées exclusivement sur iPhones sans équipe d'enregistrement à l'exception de son frère, Mac Boucher, qui a aidé au tournage, et montées directement par Claire Boucher et Hana Pestle.
Le 2 février 2017, Grimes présente un vidéoclip futuriste à gros budget de Venus Fly, la mettant en vedette avec Janelle Monáe ,. Ce vidéoclip remporte le prix de la meilleure vidéo de danse aux Much Music Video Awards. En 2017, elle remporte également un prix Juno de la vidéo de l'année, avec Kill V. Maim.
Un conflit avec le label 4AD, et peut-être d'autres sujets, perturbent ensuite la sortie d'un nouvel album. Elle participe à Pynk, le troisième single de l'album de Janelle Monáe, Dirty Computer, ainsi qu'à diverses émissions de télévision, et se manifeste auprès de ses fans sur les réseaux sociaux. Finalement, le 25 octobre 2019, une version inachevée de ce nouvel album, Miss Anthropocene, est mise en ligne, et la version finale sort le 21 février 2020, après quelques singles. La courte biographie transmise à la presse pour cet album mentionne d’ailleurs que ce sera sans doute le dernier depuis cette planète. Elle annonce aussi entretemps qu'elle est enceinte,.

## Influences
Claire Boucher puise son inspiration dans énormément de groupes, chanteurs et musiciens différents et dans tous les styles. Son enfance lui a fait découvrir la musique médiévale comme celle d'Hildegarde von Bingen tandis que durant son adolescence, elle a connu une musique plus punk et électronique. Elle cite donc dans ses influences Aphex Twin, Skinny Puppy, Nine Inch Nails, Kate Bush, Trent Reznor ainsi que Cocteau Twins, How to Dress Well, Dandi Wind ou son idole d'adolescente Marilyn Manson qu'elle admire en particulier pour son esthétique musicale et ses performances scéniques. Pour le clip sur Genesis, elle s'est dite inspirée de Hieronymus Bosch. Cependant elle avoue aussi sa fascination pour des stars pop commerciales comme Beyoncé, Mariah Carey ou Justin Bieber.
Dans un autre genre, Claire s’intéresse aussi à des artistes comme Beth Gibbons, la chanteuse de Portishead, ou Enya. Leur musique présente d’ailleurs certaines similitudes souvent mises en avant par les critiques musicales. Enfin, d’après Grimes, ses inspirations sont très diverses puisqu’elles viennent aussi de la scène canadienne et des musiciens qu’elle fréquente comme d’Eon, Blood Diamonds ou Purity Ring, ainsi que de n’importe quelle musique qui lui a plu (même entendue une fois seulement). Elle explique : « Mes influences sont plutôt abstraites […] C'est de la musique que j'ai entendue, peu importe ce que c'est. Je crois que je peux vivre cette situation, vous savez, entendre quelque chose dans une voiture et penser « wouah ». […] Mes influences ne ressemblent pas à ma musique… »

## Vie privée
En mai 2018, sa relation avec l'entrepreneur Elon Musk est révélée au public lors du Gala du MET à New York,. Grimes annonce le 17 mai 2018 qu'elle change légalement son prénom Claire en c (la vitesse de la lumière, à écrire en minuscule et en italique), sous l'impulsion d'Elon Musk.
Le 9 janvier 2020, Claire Boucher révèle être enceinte. Leur fils, né le 4 mai 2020, devait initialement s'appeler X Æ A-12, mais en raison de la loi en vigueur en Californie interdisant les chiffres dans les prénoms, l'enfant est prénommé X Æ A-XII, et il est nommé usuellement X ou Exash.
En décembre 2021, Grimes et Elon Musk accueillent une fille, Exa ou Y (Why), de son vrai nom complet Exa Dark Sideræl, née quelques mois plus tôt d'une mère porteuse.
Le couple annonce sa « semi-séparation » en septembre 2021, après la naissance de leur fille. Quelques semaines plus tôt étaient nés des jumeaux de la relation entre Elon Musk et Shivon Alice Zilis, directrice des projets spéciaux de la start-up Neuralink. En 2023, Grimes et Elon Musk ont cependant un troisième enfant, Techno Mechanicus, surnommé Tau, avant de se séparer complètement.
Elle se dit neuroatypique. En mars 2025, elle déclare, comme l'avait fait son ex-compagnon, avoir une forme d'autisme. Elle a également un trouble du déficit de l'attention avec ou sans hyperactivité.

## Discographie

### Albums
| Geidi Primes      | - Date de sortie : 10 janvier 2010 - Label : Arbutus - Formats : CD, LP, téléchargement, cassette | —  | —  | —  | —  | —  | —  | —  |   |                                                                                 |                                                                                 |                                                                                 |                                                                                 |                                                                                 |                                                                                 |                                                                                 |                                                                                 |                                                                                 |
| Halfaxa           | - Date de sortie : 30 septembre 2010 - Label : Arbutus - Formats : CD, LP, digital download       | —  | —  | —  | —  | —  | —  | —  |   |                                                                                 |                                                                                 |                                                                                 |                                                                                 |                                                                                 |                                                                                 |                                                                                 |                                                                                 |                                                                                 |
| Visions           | - Date de sortie : 31 janvier 2012 - Label : 4AD - Formats : CD, LP, téléchargement               | —  | —  | 46 | 65 | —  | 67 | 98 |   |                                                                                 |                                                                                 |                                                                                 |                                                                                 |                                                                                 |                                                                                 |                                                                                 |                                                                                 |                                                                                 |
| Art Angels        | - Date de sortie : 6 novembre, 2015 - Label : 4AD - Formats : CD, LP, téléchargement, cassette    | 16 | 30 | 82 | 31 | 28 | 31 | 36 |   |                                                                                 |                                                                                 |                                                                                 |                                                                                 |                                                                                 |                                                                                 |                                                                                 |                                                                                 |                                                                                 |
| Miss Anthropocene | - Date de sortie : 21 février 2020 - Label : 4AD - Formats : CD,LP, téléchargement                | —  | —  | —  | —  | —  | —  | —  |   |                                                                                 |                                                                                 |                                                                                 |                                                                                 |                                                                                 |                                                                                 |                                                                                 |                                                                                 |                                                                                 |
| Book 1            | - Date de sortie : 2023 - Label : Columbia Records - Formats : CD, LP, téléchargement, cassette   | —  | —  | —  | —  | —  | —  | —  | - | « — » signifie que l'album ne s'est pas classé dans le pays ou n'est pas sorti. | « — » signifie que l'album ne s'est pas classé dans le pays ou n'est pas sorti. | « — » signifie que l'album ne s'est pas classé dans le pays ou n'est pas sorti. | « — » signifie que l'album ne s'est pas classé dans le pays ou n'est pas sorti. | « — » signifie que l'album ne s'est pas classé dans le pays ou n'est pas sorti. | « — » signifie que l'album ne s'est pas classé dans le pays ou n'est pas sorti. | « — » signifie que l'album ne s'est pas classé dans le pays ou n'est pas sorti. | « — » signifie que l'album ne s'est pas classé dans le pays ou n'est pas sorti. | « — » signifie que l'album ne s'est pas classé dans le pays ou n'est pas sorti. |

### Collaborations
| Titre                  | |
| ---------------------- | --- |
| Darkbloom (avec d'Eon) | - Date de sortie : 18 avril 2011 - Label : Arbutus, Hippos in Tanks - Formats : CD, 12", téléchargement             |
| love4eva (avec LOOΠΔ)  | - Date de sortie : 30 mai 2018 - Label : BlockBerry Creative - Producteurs : E-TRIBE, BADD - Album : beauty&thebeat |

### Singles
| Titre                                                                           | Année | Meilleur classement | Album             |
| Titre                                                                           | Année | BEL Tip (FL)        | Album             |
| ------------------------------------------------------------------------------- | ----- | ------------------- | ----------------- |
| Genesis                                                                         | 2012  | —                   | Visions           |
| Go (en duo avec Blood Diamonds)                                                 | 2014  | —                   | —                 |
| Entropy (en duo avec Bleachers (band))                                          | 2015  | —                   | —                 |
| Flesh without Blood                                                             | 2015  | 84                  | Art Angels        |
| Scream (en duo avec Aristophanes)                                               | 2015  | —                   | Art Angels        |
| Kill V Maim                                                                     | 2016  | —                   | Art Angels        |
| Venus Fly (en duo avec Janelle Monáe)                                           | 2017  | —                   | Art Angels        |
| We Appreciate Power                                                             | 2018  | —                   | Miss Anthropocene |
| Violence                                                                        | 2019  | _                   | Miss Anthropocene |
| « — » signifie que l'album ne s'est pas classé dans le pays ou n'est pas sorti. |       |                     |                   |

### Clips
| Titre                                       | Année | Réalisateur(s)         | Réf.   |
| ------------------------------------------- | ----- | ---------------------- | ------ |
| Vanessa                                     | 2011  | Grimes et John Londono | [ 77 ] |
| Crystal Ball                                | 2011  | Tim Kelly              | [ 78 ] |
| Oblivion                                    | 2012  | Emily Kai Bock         | [ 79 ] |
| Nightmusic (en duo avec Majical Cloudz)     | 2012  | John Londono           | [ 80 ] |
| Genesis                                     | 2012  | Grimes                 | [ 81 ] |
| Go (en duo avec Blood Diamonds)             | 2014  | Roco-Prime             | [ 82 ] |
| Realiti                                     | 2015  | Grimes                 | [ 83 ] |
| Flesh without Blood/Life in the Vivid Dream | 2015  | Grimes                 | [ 84 ] |
| Kill V.Maim                                 | 2016  | Grimes                 |        |
| California                                  | 2016  | Grimes                 |        |
| Venus Fly (en duo avec Janelle Monáe)       | 2017  | Grimes                 |        |
| We Appreciate Power (en duo avec HANA)      | 2018  | Grimes et Mac Boucher  |        |
| Violence                                    | 2019  | Grimes                 |        |

## Tournées
- Visions Tour (2012)
- Ac!d Reign Tour (2016)

## Filmographie

### Cinéma et télévision
- 2011 : Tabula Rasa (court métrage) : Saint-Boniface
- 2018 : Hilda (série télévisée d'animation) : compositrice de la musique[85],[86]
- 2020 : The Eric Andre Show, épisode "The ASAP Ferg Show" : elle-même[87]
- 2021 : Saturday Night Live, épisode "Elon Musk/Miley Cyrus" : Princesse Peach (non créditée)[88]
- 2021 : Discord: The Movie (court métrage) : elle-même (caméo)[89],[90]
- 2021 : Alter Ego (émission musicale) : membre du jury[91],[92]

### Jeux vidéos
- 2020 : Cyberpunk 2077 : Lizzie Wizzy (voix et chant)[93],[94]
- 2023 : Cyberpunk 2077 : Phantom Liberty : Lizzie Wizzy (voix et chant)